# Teratohyla
Teratohyla – rodzaj płazów bezogonowych z podrodziny Centroleninae w rodzinie szklenicowatych (Centrolenidae).

## Zasięg występowania
Rodzaj obejmuje gatunki występujące na nizinach Ameryki Środkowej z północno-wschodnich Hondurasem na południu oraz na pacyficznych i amazońskich wilgotnych, tropikalnych nizinach Ameryki Południowej poniżej 1000 m n.p.m.; w Gujanie Francuskiej występuje pozornie odizolowana populacja; przypuszczalnie rozszerza zasięg na amazońską Kolumbię i Brazylię.

## Systematyka

### Etymologia
Teratohyla: gr. τερας teras, τερατος teratos „potwór”; rodzaj Hyla Laurenti, 1768.

### Podział systematyczny
Do rodzaju należą następujące gatunki:
- Teratohyla adenocheira (Harvey & Noonan, 2005)
- Teratohyla amelie (Cisneros-Heredia & Meza-Ramos, 2007)
- Teratohyla midas (Lynch & Duellman, 1973)
- Teratohyla pulverata (Peters, 1873)
- Teratohyla spinosa (Taylor, 1949)